# Витиска, Йозеф
Йозеф Витиска (нем. Josef Witiska; 5 июля 1894, Иглау, Австро-Венгрия — 16 октября 1946) — австрийский юрист, штандартенфюрер СС, командир полиции безопасности и СД в Словакии и командир айнзацгруппы H в Словакии.

## Биография
Йозеф Витиска родился 5 июля 1894 года в семье мясника. В 1914 году окончил школу в родном городе, сдав экзамен на аттестат зрелости. В том же году поступил добровольцем в армию и в 1915 году принял участие в Первой мировой войне. С июня 1915 по ноябрь 1918 года в звании обер-лейтенанта служил авиационным наблюдателем на Итальянском фронте. В мае 1920 году поступил на службу в полицейское управление в Вене, а в декабре 1922 года — в Граце. Кроме того, изучал юриспруденцию и в июле 1922 года получил докторскую степень по праву. В начале мая 1935 года стал полицейским и вскоре правительственным советником.
После присоединения Австрии к Третьему рейху был переведён в отделение гестапо в Граце. 1 мая 1938 года вступил в НСДАП (билет № 6289103). В 1939 году подал заявку на зачисление в ряды СС (№ 422296), но официально был принят лишь в апреле 1942 года. В апреле 1941 года стал заместителем начальника гестапо в словенском городе Марибор.
С июня 1941 года был заместителем начальника гестапо в Праге. На этом посту участвовал в уничтожении деревни Лидице в отместку за покушение на Рейнхарда Гейдриха 27 мая 1942 года. Кроме того, подписал множество смертных приговоров будучи председателем военно-полевого суда в Праге.
В марте 1943 года был назначен командиром полиции безопасности и СД в Галиции, сменив Гельмута Танцмана. На этом посту координировал расстрелы евреев. 10 сентября 1944 года возглавил айнзацгруппу H в Словакии. Витиска руководил депортацией более 9000 словацких евреев в концлагеря Освенцим, Терезиенштадт и Заксенхаузен. С середины ноября 1944 года Витиска был командиром полиции безопасности и СД в Словакии.
После войны бежал на запад и поселился в Айзенштайне неподалёку от чехословацкой границы, но был арестован американцами и интернирован в лагере Глазенбах под Зальцбургом. Во время экстрадиции в Чехословакию покончил жизнь самоубийством, приняв яд по пути в поезде. Земельный суд в Граце 6 ноября 1947 года официально объявил его умершим.